# Eugène-Melchior de Vogüé
Eugène-Melchior de Vogüé vicomte (Nizza, 1848. február 24. – Párizs, 1910. március 24.) francia utazási író, irodalomkritikus, orientalista, diplomata, a Francia Akadémia tagja (1888).

## Élete és munkái
Diplomata karrierjét unokatestvére, Charles-Jean-Melchior beosztottjaként a konstantinápolyi francia követség attaséjaként kezdte, később Szentpéterváron a követség titkára volt és megtanult oroszul. 1878-ban feleségül vette a transzkaszpi (vagy középázsiai) vasútvonal építésének felügyeletét is ellátó M. Ny. Annyenkov tábornok nővérét. Miután kilépett a diplomáciai szolgálatból, az orosz irodalommal kezdett foglalkozni.
Állandó munkatársa volt a Revue des deux Mondes és a Journal des débats című francia folyóiratoknak. Ott jelentek meg útirajzai, majd az orosz irodalmi műveket bemutató cikkei. Ezeket később kötetekben is kiadta. A korabeli orosz irodalomról írt könyve (1886) révén lett igazán híres, a könyv megjelenése után két évvel az akadémia tagjai közé választotta. A 19. századi orosz irodalom első francia ismertetője, lelkes népszerűsítője és elismert szakértője volt. Több orosz regényt lefordított, ő fedezte fel többek között Dosztojevszkijt a francia olvasók számára. Később eredeti regényei is figyelmet keltettek hazájában.

## Művei
- Syrie, Palestine, Mont-Athos (útirajzok, 1876)
- Histoires orientales (1880)
- Les portraits du siècle (1883)
- Le fils de Pierre le Grand (1884)
- Histoires d'hiver (1885)
- Le Roman russe (1886)
  - Magyarul is megjelent: Az orosz regény (Ford. Huszár Imre, Budapest, 1908, két kötet)
- Souvenirs et visions (1887)
- Spectacles contemporains (1891)
- Regards historiques et littéraires (1892)
- Cœurs russes (elbeszélések, 1894)
- Jean d’Agrève (regény, 1897)
- Les morts qui parlent (regény, 1899)
- Le Maître de la mer (regény, 1903)

## Magyarul
- Az orosz regény, 1-2.; ford. Huszár Imre; Akadémia, Bp., 1908 (A Magyar Tudományos Akadémia Könyvkiadó Vállalata-sorozat)